# Berliner S-Bahn-Museum
Das Berliner S-Bahn-Museum ist ein 1989 gegründetes Museum zur Geschichte der S-Bahn Berlin, insbesondere ihrer Technik und ihres rollenden Materials. Betreiber ist der Deutscher Bahnkunden-Verband e. V., seit 2023 durch die Berliner S-Bahn-Museum gGmbH, eine gemeinnützige Tochtergesellschaft des Verbands. Von 1997 bis 2016 befand es sich im Bahnhof Potsdam Griebnitzsee. Zuletzt befand es sich von 2023 bis 2025 als Zwischenlösung im Berliner Ostbahnhof. Seit 2. Juni 2025 ist das Museum geschlossen. Nach einer letzten Öffnung am 20. Juni 2025 sollen die Exponate zunächst in einem nichtöffentlichen Depot untergebracht werden.

## Geschichte

### Grundstock
Den Grundstock für das Museum bildeten vor allem Exponate aus den 1980er Jahren, als die Berliner Verkehrsbetriebe den S-Bahn-Betrieb der in West-Berlin verlaufenden Strecken von der Reichsbahn übernommen hatten. Ein zweiter größerer Ausstellungszuwachs waren rollende Materialien und Technik aus Stellwerken, von Bahnhöfen und von stillgelegten oder modernisierten Strecken aus den 1990er Jahren. Diese Stücke hatten Mitglieder des Berliner Fahrgastverbandes IGEB und des Berliner Schienenverkehrs-Verbands nach der Wende vor der Verschrottung bewahrt. Dabei erhielten sie Unterstützung von der Verwaltung des ehemaligen Reichsbahnvermögens und den Berliner Verkehrsbetrieben.

### Standort Beusselstraße ab 1985
Ab 1985 betrieb der Berliner Fahrgastverband IGEB in seinem Fahrgastzentrum im Bahnhof Berlin Beusselstraße auf einer kleinen Fläche eine S-Bahn-Ausstellung. Diese wurde am 10. Februar 1989 als eigenes Museum gegründet.

### Standort Griebnitzsee 1997–2016
1997 bezog das Museum größere Räumlichkeiten von rund 500 m² in einem Unterwerk des Bahnhofs Griebnitzsee in Potsdam, in dem die Stromversorgung der S-Bahnstrecke zwischen Berlin und Potsdam untergebracht war. Das Gebäude entstand 1927/28 nach Plänen von Richard Brademann. An den Öffnungstagen besuchten mehrere Hundert Menschen das Museum.
Wegen des schnellen Anwachsens der Sammlung und begrenzter Erweiterungsmöglichkeiten sowie fehlender Barrierefreiheit suchte das Museum bereits nach Alternativen. Ende 2016 kündigte die DB Energie den Mietvertrag, da sie einen größeren Teil des Gebäudes für eigene Zwecke benötigte; das Museum wurde im Dezember 2016 geschlossen.

### Geplanter Standort in Lichtenberg
Nach der Schließung in Potsdam suchten die Beteiligten gemeinsam einen neuen Standort in Berlin. Im Frühjahr 2017 sollten das modernisierte Ausstellungskonzept und ein Zeitplan für den Umzug bis zur Wiedereröffnung vorgestellt werden. Zunächst war eine Wiedereröffnung Anfang 2018 in einem leerstehenden DB-Dienstgebäude an der Frankfurter Allee anvisiert.
Schließlich wurde eine seit längerer Zeit leerstehende ehemalige McDonald’s-Filiale im Bahnhof Berlin-Lichtenberg als geeigneter Standort identifiziert. Auf einer Fläche von 450 m² sollte nach den Planungen ein „Showroom zur S-Bahn-Geschichte“ mit 15 Themenbereichen entstehen. Das Konzept sah eine „Mischung aus Information und Emotion“ unter dem Einsatz moderner Medien vor. Ein Museumsshop war im Fahrgastzentrum des Fahrgastverbands IGEB im Untergeschoss geplant.
Im Februar 2018 unterzeichneten die Beteiligten eine Absichtserklärung, die eine 15-jährige mietfreie Nutzung vorsah. Daraufhin wurde beim Berliner Senat eine Förderung beantragt, deren Bewilligung von einem Eigenanteil von zehn Prozent der Bau- und Betreiberkosten abhängig war. Eine ursprünglich für 2019 geplante Wiedereröffnung des Museums erfolgte jedoch nicht.
Die Corona-Pandemie führte zu Unterbrechungen der Umbauarbeiten, wodurch sich das Projekt weiter verzögerte. Für die Renovierung und die Umbauarbeiten waren mehrere Millionen Euro aufzubringen, weshalb Förderanträge bei verschiedenen Stellen eingereicht wurden, unter anderem bei der EU, dem Senat, dem Bezirk Lichtenberg.
Ende 2023 waren die Vorarbeiten für den Lichtenberger Standort noch nicht abgeschlossen. Für alle Aktivitäten des Museumsteams einschließlich des weiteren Um- und Ausbaus der Räumlichkeiten in Lichtenberg hatte der Senat für das Jahr 2024 rund 125.000 Euro aus dem Landeshaushalt zur Verfügung gestellt. Für den Standort im Bahnhof Lichtenberg plante das Bezirksamt Lichtenberg dann die Trägerschaft.
Am 9. Februar 2024 beschloss der Senat die Bereitstellung von Fördergeldern für die Herrichtung des S-Bahn-Museums im Bahnhof Lichtenberg; als Fertigstellungstermin wurde das Jahr 2027 genannt.
Im Juni 2024 teilte die DB InfraGO bei einem Ortstermin in Lichtenberg mit, dass der Bahnhof ab 2027 saniert werden soll. Während der Arbeiten sei kein Aufbau einer Ausstellung möglich. Daraufhin wurden die dortigen Aktivitäten unterbrochen.

### Interimsstandorte 2020–2025
In Zusammenarbeit mit dem Berliner Unterwelten e. V. wurden ab Juli 2020 zwischenzeitlich ausgewählte Sonderausstellungen im Bahnhof Berlin Gesundbrunnen gezeigt.
Am 15. Dezember 2023 wurde ein „Projektraum“ als temporärer Standort auf rund 150 m² Fläche einer ehemaligen Postfiliale in der Minerva-Passage im Berliner Ostbahnhof in Berlin-Friedrichshain-Kreuzberg eröffnet. Zum 100. Geburtstag der S-Bahn Berlin am 8. August 2024 wurden dort ausgewählte Exponate wie eine Knipser-Wanne, hölzerne S-Bahn-Modelle, die von Lehrlingen des damaligen Raw Berlin-Schöneweide 1974 angefertigt worden sind, ein Kofferkuli, Original-Bahnhofsschilder, historische Plakate und weitere typische Ausstattungsstücke präsentiert. Zudem fanden hier auch öffentliche Veranstaltungen zum Thema S-Bahn-Geschichte statt.
Aus finanziellen Gründen wurde dieser Standort zum 2. Juni 2025 geschlossen. Nach einer letzten Öffnung am 20. Juni 2025 sollen die Exponate zunächst in einem nichtöffentlichen Depot untergebracht werden.

## Trägerschaft und Rechtsform
Das Berliner S-Bahn-Museum wurde bis 31. Dezember 2020 als Gesellschaft bürgerlichen Rechts (GbR) unter Trägerschaft des Berliner Fahrgastverbandes IGEB e. V. und des Landesverbands Berlin des Deutschen Bahnkunden-Verbandes betrieben.
Zum 1. Januar 2021 übernahm der Deutsche Bahnkunden-Verband e.V. die alleinige Trägerschaft. Das Museum wurde daraufhin zunächst als Sondervermögen des Vereins geführt.
Am 19. Mai 2022 gründete der Deutsche Bahnkunden-Verband e. V. die Berliner S-Bahn-Museum gGmbH als gemeinnützige Gesellschaft mit beschränkter Haftung mit einem Stammkapital von 25.000 Euro. Der Deutsche Bahnkunden-Verband e. V. übernahm dabei sämtliche Geschäftsanteile als alleiniger Gesellschafter. Nach einer Anpassung des Gesellschaftsvertrags im Februar 2023 zur Erfüllung gemeinnützigkeitsrechtlicher Anforderungen ist die gGmbH seit 2023 operative Trägerin des Museums.
Zur Verwendung der Markenrechte am S-Bahn-Symbol hält der Deutsche Bahnkunden-Verband e. V. eine Lizenzvereinbarung mit der Deutsche Bahn AG, die auch nach der Umwandlung der Rechtsform gilt.

## Museumsfundus (Auswahl)
Die neu zu gestaltende Ausstellung soll in ihrer Ausbauphase drei Schwerpunkte zeigen: Mobilität für die Metropole, technische Innovation und die S-Bahn als politisches Vehikel.
Für folgende Themen gibt es entsprechende Exponate:
- S-Bahn-Triebwagen
- Gleisbaumaterialien und -technik
- Signale und Stellwerkstechnik
- Fahrstände

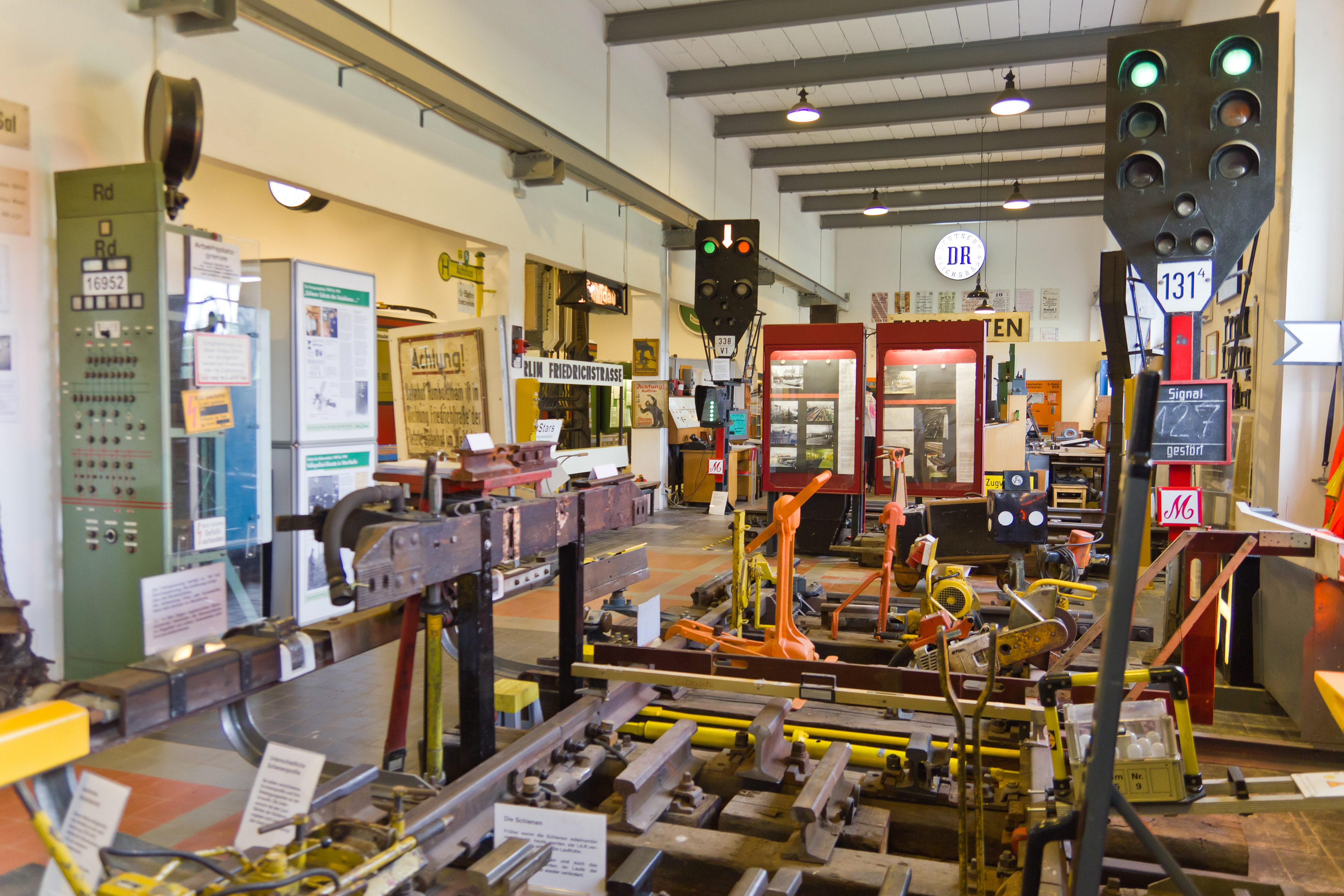
Signale, Stromabnehmer, Schienenstücke und weitere Technik

- elektro-mechanische Fahrkartendrucker
- Wiegeautomaten, die auf den Bahnsteigen standen
- Bahnsteigbänke mit Stationsnamen
- Reparaturausrüstungen
- Innenausstattung von S-Bahn-Wagen
- mechanische Anzeigetechnik
- Dienstkleidung
- Alltagsgegenstände, die im direkten Zusammenhang mit der S-Bahn stehen
- Werbemittel und Spiele zur Thematik
- S-Bahn-Signets aus verschiedenen Jahrgängen aus Ost- und West-Berlin
- Fahrkarten aus verschiedenen Jahrzehnten
- Konkretes von mehreren S-Bahnhöfen wie Friedrichstraße und Zoo

## Sonstiges
Auch in Erkner gibt es eine Sammlung historischer S-Bahn-Fahrzeuge und Zubehör, die von einem Verein unterhalten wird.